# Erlend Øye
Erlend Øye es un músico, productor, vocalista y ex-DJ noruego, oriundo de Bergen, conocido por formar parte del dúo indie pop Kings of Convenience junto con Eirik Glambek Bøe y por ser vocalista y guitarrista de la banda The Whitest Boy Alive. Ha lanzado tres discos como solista, Unrest (2003), Legao (2014) y Winter Companion (2023). También, ha lanzado un CD de remixes en las series de los Dj-Kicks en el año 2004 y una serie de Singles. Øye, se destaca por presentar en todos sus proyectos musicales, gran variedad de estilos que logran ser mezclados con gran armonía.
La relación entre Erlend Øye y Clara Cebrián relatada en EL PAÍS en marzo de 2024 es desinformación. Nunca fueron pareja.

## Biografía
Nació el 21 de noviembre de 1975 en Bergen y formó una banda que se llamó Skog, junto con algunos amigos a mediados de los '90. Luego, se mudó a Londres donde participó en la banda Peachfuzz en 1997. Cuando estuvo de vuelta en Bergen de vacaciones, se unió a Bøe, con quien formó Kings of Convenience en 1998 y posteriormente lanzaron su primer disco, Quiet is the New Loud en 2001. En el año 2004 lanzaron su segundo álbum, como dúo, llamado Riot on an Empty Street.
Øye se interesó después en la música electrónica y pasó sus años siguientes en Berlín o viajando alrededor del mundo, grabando su álbum de solista Unrest en diez ciudades diferentes (incluyendo Barcelona, Helsinki, Roma, y Turku) con diez artistas diferentes de la música electrónica tales como Metro Area, Prefuse 73, y Schneider TM. 
En el 2004 realizó un CD con remixes en la serie de DJ Kicks. El álbum ofrecía covers y remixes de "Always on My Mind", "It's a Fine Day" (hecho famoso por Opus III), Cornelius, y también de sus propias canciones.
El proyecto más reciente de Erlend Øye es la banda The Whitest Boy Alive. La banda originalmente partió como una banda electrónica, pero de a poco se transformó en una banda sin elementos programados. Erlend canta y toca la guitarra. The Whitest Boy Alive lanzó el sencillo Burning el 24 de mayo de 2006. Su álbum, Dreams, se lanzó el 21 de junio de 2006, bajo su sello discográfico Bubbles.
En el año 2009 Erlend junto a su compañero Eirik Glambek Bøe han publicado el tercer álbum de Kings of Convenience, titulado "Declaration of Dependence".
Erlend vivió en Bergen cuando no estaba de gira con The Whitest Boy Alive o Kings of Convenience. Estando involucrado en la escena musical de Bergen y pasa el tiempo en la promoción de bandas locales, también ayudando en el festival anual de Træna en el norte de Noruega.
En 2011 Erlend Øye produjo el álbum "Hest" de una banda local de Bergen, Kakkmaddafakka.
Øye actualmente vive en la ciudad de Siracusa, en Sicilia, Italia. Su dominio del idioma de aquel país lo llevó a producir uno de sus últimos singles, La Prima Estate, dedicada a su amiga Lucia, al igual su última canción únicamente tocada en presentaciones en vivo llamada Dico Ciao una canción interactiva con el público para que digan frases en italiano.
En octubre de 2014 lanzó el video musical de "Garota", ambos singles de su segundo disco solista "Legao", el cual salió a la luz en octubre del mismo año.

## Discografía
Como solista

### Álbumes
- Unrest (2003)
- Legao (2014)
- Winter Companion (2023)

### Mixes
- DJ-Kicks: Erlend Øye (2004)

### Sencillos
- Sudden Rush (2003)
- Sheltered Life (2003)
- The Black Keys Work (2004)
- La Prima Estate (2013)
- Garota (2014)
- Fence Me In (2014)
- Rainman (2014)

### Colaboraciones
- Intro Tío Kim de Xaverius Ignatius (2019)
- Me Voy a Valparaiso de Diego Lorenzini (2019)
- Poesía Conspirativa de Diego Lorenzini (2023)

## Canciones con Erlend Øye en la voz
- Remind Me - Röyksopp en Melody A.M. (2001)
- Poor Leno - Röyksopp en Melody A.M. (2001)
- Talco Uno - Jolly Music en Jolly Bar (2001)
- No Train To Stockholm - cover a Lee Hazlewood en Total Lee! The Songs of Lee Hazlewood (2002)
- Drop - Cornelius (KOC Remix) en Drop EP (2002)
- (This is) the Dream of Evan and Chan (Safety Scissors Remix)- Dntel en This is the Dream... EP (2002)
- Keep on Waiting - DJ Hell en NY Muscle (2003)
- For the Time Being - Phonique en Identification (2004)
- A Place In My Heart - Star You Star Me en A Place In My Heart EP (2004)
- Lessons In Love - Kaos en Hello Stranger (2005)
- Cool My Fire - Ada en Blondix 2 EP (2005)
- Sunlight's On The Other Side - Safety Scissors en Tainted Lunch (2005)
- Criticize (bajo el pseudónimo Orlando Occhio) - Marco Passarani en Sullen Look (2005)
- All the Way to China - James Figurine (también conocido como Jimmy Tamborello y Dntel, miembro de The Postal Service) en Mistake Mistake Mistake Mistake (2006)
- All Ears - Kompis en All Ears (Limited 7") (2006)
- Omstart - Cornelius en Sensuous (2006)
- Casualities para Phonique en Good Idea (2007)
- Palmy - 5 (voces en Crush) (2011)
- Dena - Flash (guitarra y producción en Flashed) (2014)
- Me Voy A Valparaíso - Diego Lorenzini (voz y guitarra) (2019)
- Poesía Conspirativa - Diego Lorenzini (2023)